# Svenska kungliga medaljer
Svenska kungliga medaljer delas ut av kungen, i dennes egenskap av statschef, som erkänsla för olika samhällsinsatser. Handläggningen av medaljärenden sköts av Riksmarskalksämbetet som tar emot förslag på mottagare,  bland annat från landshövdingar, men också från allmänheten. Riksmarskalken konsulterar sedan representanter från olika delar av samhället och sammanställer en förslagslista som kungen tar ställning till.
Medaljerna delas vanligen ut vid två tillfällen varje år. Dels på Karldagen den 28 januari, dels på Gustavdagen den 6 juni, vanligtvis i Pelarsalen eller i Lovisa Ulrikas matsal på Stockholms slott.

## Kungliga medaljer
- H.M. Konungens medalj (tidigare Hovmedaljen), instiftad omkring 1814. För lång och trogen tjänst.
- Litteris et Artibus, instiftad 1852. För framstående konstnärliga insatser inom främst musik, scenisk framställning och litteratur.
- Prins Carl-medaljen, instiftad 1945. För särskilt gagnande nationell och internationell humanitär verksamhet. Delas ut på instiftelsedagen den 1 december.
- Prins Eugen-medaljen, instiftad 1945. För framstående konstnärlig verksamhet. Delas ut på Eugendagen (5 november).
- Serafimermedaljen, instiftad 1748. Till den som genom humanitär eller allmänt samhällsgagnande gärning gjort sig synnerligen förtjänt.

### Webbkällor
- ”Medaljer”. kungahuset.se. Arkiverad från originalet den 14 maj 2011. https://web.archive.org/web/20110514012540/http://www.kungahuset.se/monarkin/medaljer.4.7c4768101a4e888378000368.html. Läst 15 juni 2011.
- ”Medaljförläning - så fungerar det”. kungahuset.se. http://www.kungahuset.se/kungafamiljen/aktuellahandelser/aretsaktuellahandelser/medaljforlaningsafungerardet.5.40e05eec12926f26304800023625.html. Läst 15 juni 2011.